# Tages-Anzeiger
Il Tages-Anzeiger, abbreviato anche come Tagi o TA è un giornale svizzero in tedesco che tratta di attualità nazionale.
È pubblicato nel Canton Zurigo, in Svizzera.
Il periodico fu pubblicato per la prima volta con il nome di Tages-Anzeiger für Stadt und Kanton Zürich nel 1893. Il fondatore era un tedesco, Wilhelm Girardet. Il suo nome attuale, Tages-Anzeiger, fu adottato in seguito.
Il suo proprietario ed editore è Tamedia. Sebbene Tages-Anzeiger sia un giornale nazionale, si concentra principalmente sulla regione di Zurigo.